# عقرب البحر المهمل
عقرب البحر المهمل (الاسم العلمي: Scorpaena neglecta) هي نوع من الأسماك يتبع جنس عقرب البحر من الفصيلة عقارب البحر.